# 富士見町立南中学校
富士見町立南中学校（ふじみちょうりつ みなみちゅうがっこう）は、長野県富士見町落合にあった公立中学校。

## 概要
JR信濃境駅から近くにあるが、周りがほとんど林のため、沿線や道路からは分かりづらい。全校生徒が毎年100人前後なため、各学年が20人前後の2クラス（或は30人近くの1クラス）で諏訪郡内の中学校で最も数が少ない。そのため部活が野球（男子）、バスケットボール部（男子）、軟式テニス部（女子）、バレーボール部（女子）、合唱部しかない。冬季は熱心な保護者の指導のもと、一部の生徒がスケートの練習を行い、各種大会に参加する。自然が多く景色がいいため、映画やドラマなど撮影が行われ、『いま、会いにゆきます』のロケ地ともなった。白樺林が多いことから白樺祭という文化祭がある。

## 沿革
- 2010年3月 - 富士見町立南中学校閉校式挙行。
- 2010年4月 - 富士見町立富士見高原中学校と合併し、新しく富士見町立富士見中学校が開校。